# Aleš Kmoníček
Aleš Kmoníček (* 25. srpna 1969) je český sportovní manažer, od roku 2013 generální manažer hradeckého hokejového klubu Mountfield HK, člen představensta Asociace profesionálních klubů ledního hokeje a předseda disciplinární komise ČSLH.

## Pracovní kariéra
- 1994 ukončil studium VŠE v Praze, obor Ekonomika nevýrobní sféry
- 2001–2002 generální ředitel fotbalového klubu FK AS Pardubice
- 2007–2011 sportovní manažer HC Vrchlabí
- 2011–2012 generální manažer HC VCES Hradec Králové
- 2012–2013 generální manažer Královští lvi Hradec Králové
- od 2013 generální manažer Mountfield HK[3]